# Japans herrelandshold i vandpolo
 Denne artikel bør gennemlæses af en person med fagkendskab for at sikre den faglige korrekthed.

Japans herrelandshold i vandpolo repræsenterer Japan i vandpolo på herresiden. Holdet sluttede på fjerdepladsen i den olympiske turnering i 1932.

### Fodnoter
1. ↑  Todor Krastev (1932). "Men Water Polo Olympic Games 1932 Los Angeles (USA) - Winner Hungary" (engelsk). Sport Statistics. Hentet 27. juni 2015.